# Das Labyrinth der Welt und das Paradies des Herzens

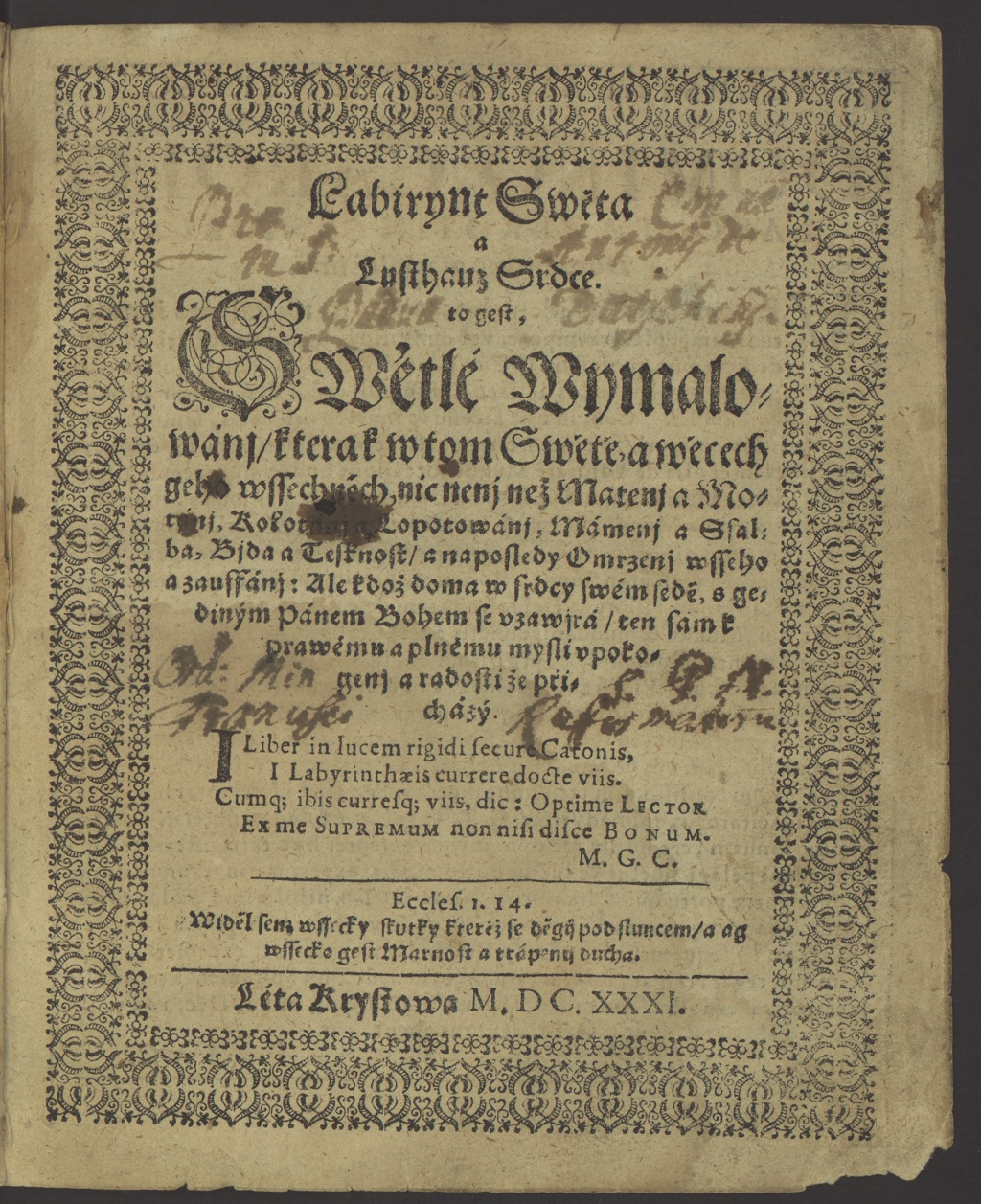
Titelseite der ersten Ausgabe Labyrint Swěta a Lusthauz Srdce, aus dem Jahr 1631

Das Labyrinth der Welt und das Paradies des Herzens (tschechisch Labyrint světa a ráj srdce) ist ein allegorischer Roman von Johann Amos Comenius, eines seiner wichtigsten Werke und sein meistgelesenes Buch. Der tschechische Titel der ersten Ausgabe von 1631 lautet: Labyrint swěta a lusthauz srdce (=Das Labyrinth der Welt und das Lusthaus des Herzens). Comenius änderte den Titel in der zweiten Ausgabe 1663.

„Das Labyrinth der Welt und das Paradies des Herzens,

das ist eine klare Beschreibung,

wie in dieser Welt und allen ihren Dingen nichts herrscht als Irrung und Verwirrung, Unsicherheit und Bedrängnis, Lug und Trug, Angst und Elend, und zuletzt Ekel an allem und Verzweiflung; und wie nur der, welcher zu Hause in seinem Herzen wohnet und sich mit Gott allein darin verschließet, zum wahren und vollen Frieden seiner Seele und zur Freude gelangt.“

## Entstehung und Veröffentlichungen
Als die protestantischen böhmischen Stände 1620 in der Schlacht am Weißen Berg der katholischen Liga unterlagen, setzte die Verfolgung aller evangelischen Konfessionen in den Ländern der Habsburger Monarchie ein. Comenius, zu dieser Zeit Vorsteher der Gemeinde der Böhmischen Brüder in Fulnek und Rektor der dortigen Lateinschule, musste fliehen und hielt sich an wechselnden Orten in Mähren versteckt. Gegen ihn, wie auch gegen andere Prediger der Brüdergemeinde, wurde ein Arrestmandat erlassen. Seine Frau blieb mit dem erstgeborenen Sohn in Fulnek und gebar dort ihren zweiten Sohn. Doch die Stadt wurde von kaiserlichen Söldnern geplündert und gebrandschatzt und seine Frau und seine beide Söhne kamen 1622 durch die Pest ums Leben. Comenius verlor in einem Jahr alles, was ein Mensch nur verlieren kann: seine Frau, seine beiden Kinder, sein Haus und fast seine gesamte Bibliothek.
Im Frühjahr 1623 fand er Zuflucht auf dem Gut des mährischen Adligen Karl der Ältere von Žerotín in Brandýs nad Orlicí. Žerotín war auch ein Mitglied der Brüdergemeinde und konnte auf seinem Gut in dem abgelegenen ostböhmischen Tal nicht nur Comenius, sondern auch anderen verfolgten Gemeindegliedern für einige Jahre Schutz bieten. Comenius fiel hier in eine tiefe Trauer und Depression und an diesem persönlichen Tiefpunkt verfasste er sein Labyrinth der Welt und Paradies des Herzens. Es ist eine Trostschrift, in der er auf eine poetische Weise zunächst zeigt, wie schlecht und hässlich die Welt ist und dass der Mensch darin hoffnungslos verloren ist. Doch mit Hilfe seines unerschütterlichen Gottesglaubens findet Comenius – der Wanderer durch die Welt – schließlich aus seiner Depression heraus und empfängt in Christus die ersehnte Ruhe und den Frieden.
Comenius schrieb die erste Version noch im Jahr 1623 und er bearbeitete und ergänzte das Buch mehrmals in den Folgejahren. Die erste Ausgabe erschien 1631, wahrscheinlich im sächsischen Pirna. Eine von Comenius revidierte und mit Kommentaren versehene Abschrift aus dem Jahr 1623, mit Widmung für Karl den Älteren von Žerotín, überdauerte die Jahrhunderte in einer Bibliothek in Breslau, sie befindet sich heute in der Universitätsbibliothek in Prag. Auch die erste und die zweite Ausgabe (Pirma 1631, Amsterdam 1663) sind in Bibliotheken in Tschechien erhalten.
Das Labyrinth, wie auch die anderen Schriften von Comenius, war in seiner Heimat während der Gegenreformation als ketzerisch verboten. Das Labyrinth wurde (zusammen mit seinen Trostschriften Kšaft umírající matky, Jednoty bratrské und Truchlivý) von Exiltschechen 1757 in Berlin gedruckt und geheim unter den im Verborgenen lebenden Evangelischen in Böhmen und Mähren verbreitet. In Prag wurde das Labyrinth erst 1782, unmittelbar nach dem Toleranzpatent von 1781 gedruckt. Bis 1988 folgten dann weitere 53 tschechische Ausgaben. In Deutsch wurde das Buch zwischen 1760 und 1787 viermal gedruckt, dann wieder 1871. Neue Uebersetzung in Deutsch von Irina Trend, Burgdorf 1992, in A+O Verlag. Weitere Ausgaben folgten: ungarisch (zuerst 1805), russisch (1896), englisch (1900), französisch (1906), portugiesisch (1917), holländisch (1926), slowakisch (1952), norwegisch (1955), auch polnisch, serbisch und spanisch.

## Inhalt des Buches

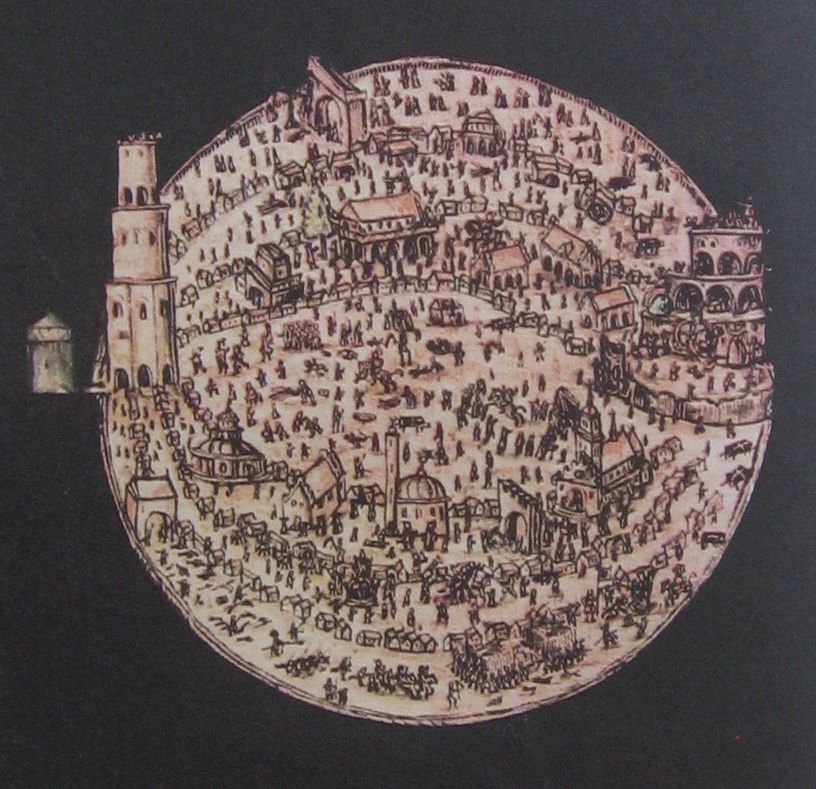
Zeichnung der Stadt aus der Handschrift von 1623

Im Widmungsschreiben gibt Comenius selbst eine knappe Inhaltsangabe:

„Der erste Teil desselben schildert das eitle Spiel der Welt, wie sie mit Eifer überall nur nichtige Dinge treibt und wie sich endlich alles kläglich in Tränen wandelt oder zum Gespötte wird. Der zweite Teil beschreibt teils unverhüllt, teils in allegorischem Gewande das wahre und dauernde Glück der Kinder Gottes: wie selig diejenigen sind, die sich von dieser Welt und ihren Dingen abgewendet haben und nur noch Gott allein anhangen, ja völlig sich mit ihm vereinigt haben.“

Das Thema des Buches ist die Suche nach dem, was der tiefere Sinn menschlichen Daseins ist, seiner Arbeit und Mühe. Es besteht aus zwei Teilen. Im ersten Teil (Kap. 1–36) wandert der Autor durch die Welt und merkt, dass alles vergeblich und ohne einen wirklichen Sinn ist. Im zweiten Teil (Kap. 37–54) findet er einen Ausweg, indem er sich seinem eigenen Herzen zuwendet, wo er Gott findet. In einer engen, intimen Beziehung zu Gott findet er den Frieden und eine Antwort auf seine Suche.

### Erster Teil (Kap. 1–36)
Die Welt wird in einer Allegorie als eine Stadt beschrieben, die einem Labyrinth gleicht. In sie tritt der Wanderer (Erzähler – Autor) ein. Er möchte den letzten Sinn menschlichen Daseins finden und den geeigneten Beruf ergreifen.
In die Stadt tritt man durch das Tor des Lebens (Geburt) ein, es folgt das Tor der Berufswahl (Berufszweig und Stand werden zugewiesen). Die Stadt hat einen zentralen Platz und sechs Hauptstraßen, sie repräsentieren die sechs Stände: Ehestand (Familie), Gewerbestand (Handwerk und Handel), Gelehrtenstand, der geistliche Stand, die Obrigkeit und der Ritterstand (Soldaten). Über der Stadt erhebt sich das schlecht zugängliche Arx Fortunae (Schloss des Glücks), wohin Menschen, die nach Reichtum, Lust und Ruhm streben, zu gelangen suchen.
Im ersten Teil (Labyrinth der Welt) gesellen sich zum Wanderer zwei Begleiter: der Alleswisser (mit Beinamen Überalldabei), Allegorie der menschlichen Neugier, und die Verblendung, Allegorie der Trägheit des Denkens und der Unvollkommenheit der Erkenntnis. Seine Begleiter setzen ihm den Zaum des Vorwitzes und die Brille der Verblendung auf, damit er sich führen lässt und damit er nur ein verzerrtes Bild der Welt sehen kann. Doch die Brille sitzt etwas schief, so dass er aus den Augenwinkeln auch die reale Welt erblicken kann.
Die Begleiter führen den Wanderer durch alle Straßen der Stadt, damit er alle Stände beobachten und etwas Geeignetes für sich finden kann. Sie versuchen ihn ständig zu überzeugen, dass diese Welt sinnvoll geordnet und schön ist. Er dagegen sieht überall nur Betrug, Vergeblichkeit, Unfreiheit, Elend und Intrigen. Am Ende seiner Wanderung ist er verzweifelt. Nirgendwo hat er einen Ort gefunden, der ihm die ersehnte Ruhe und Sinn der Arbeit gibt. Zum Schluss wird er noch vor die Königin dieser Welt, die Weisheit, geführt. Doch auch hier erkennt der Wanderer, dass es sich nur um scheinbare Weisheit handelt, die „Weisheit dieser Welt“. Hier begegnet er dem König Salomo, doch dieser wird von der Weisheit überlistet und verführt.
Der erste Teil des Buches ist inspiriert durch das alttestamentliche Buch Prediger, das traditionell König Salomo zugeschrieben wird. Es beginnt auch mit einem Motto aus Pred. Kap. 1, Vers 14: „Ich sah an alles Tun, das unter der Sonne geschieht, und siehe, es war alles eitel und Haschen nach Wind.“ Das Buch Prediger wird an mehreren Stellen zitiert oder paraphrasiert. Und beide Werke haben die gleiche Pointe: Nichts auf dieser Welt hat einen wirklichen Wert, auch nicht die Weisheit (d. h. Weisheit dieser Welt).

### Zweiter Teil (Kap. 37–54)
Während der alttestamentliche Salomo in seinem Buch Prediger keine Lösung für die verzweifelte menschliche Lage findet (denn auch Salomo wurde durch die Weisheit dieser Welt überlistet und verführt), findet der Wanderer – der Autor – die Lösung in der Gestalt Jesu Christi und in der engen Beziehung zu ihm. Er flieht in die Kammer seines Herzens, wohin Gott ihn ruft. Dort wird er von Christus selbst besucht, der ihm den wahren Sinn seines Lebens zeigt.
Als ein Verwandelter kann er sich nun der wahren unsichtbaren Kirche anschließen und bekommt eine neue Sicht der Welt. Er wirft die Brille der Verblendung von sich und sieht die Welt durch eine neue Brille, das sind das Wort Gottes und der Heilige Geist. Er wirft auch den Zaum des Vorwitzes weg und legt einen neuen Zaum an – das ist Gehorsam Gott gegenüber. Die sechs Stände werden nochmal beschrieben, jetzt erfüllen aber die wahren Christen dort ihre Aufgaben im Frieden und im Einklang mit dem Willen Gottes.
Das Buch schließt mit einer Hymne, die die Herrlichkeit, Schönheit und Liebe Gottes preist.
Die Inspiration für den zweiten Teil holte sich Comenius aus dem Neuen Testament, vor allem aus den Evangelien, aus denen er oft zitiert. Einige längere Passagen sind Paraphrasen neutestamentlicher Texte. Einige Gedanken hat Comenius auch von hl. Augustin übernommen, z. B. über die sichtbare und unsichtbare Kirche und er zitiert (Kap. 54) aus den Bekenntnissen von hl. Augustin.

## Poetische Stilmittel
Comenius schreibt in einer reich ausgeschmückten poetischen Sprache. Scharfsinnig und witzig schildert er die Welt seiner Zeit. Er verwendet Lautmalerei und Wortketten. Schon im Titel wurden einige Wortketten angeführt, deren Glieder durch „und“ verbunden sind. Diese nicht mitgezählt, lassen sich im Labyrinth 582 Wortketten mit 3 bis 13 Gliedern finden. Bei seinen Wortketten handelt es sich nicht allein um Verknüpfungen von Wörtern mit ähnlicher Bedeutung (Synonyme). Comenius verwendet zusätzlich Stilmittel der Alliteration (Gleichlaut der Wortanfänge) und Homoioteleuta (Gleichlaut der Wortenden).

„Pochen und Hämmern, Rollen und Rasseln, Knarren und Schnarren, Pfeifen, Sausen und Brausen“

Der Reichtum seiner Sprache lässt sich durch Übersetzung in Fremdsprachen oder durch eine Übertragung in das heutige Tschechisch nur schwer erhalten. Moderne Ausgaben beinhalten deshalb oft ausführliche Erläuterungen der im Original verwendeten Begriffe.

## Rezeption
Das Labyrinth zählt zu den sog. Trostschriften von Comenius, für die böhmischen und mährischen Exulanten hatte es eine große Bedeutung. Das zeigt eine Liedstrophe aus Vyhnanci (deutsch: Die Vertriebenen), die den Exulanten aus der Zeit des Dreißigjährigen Krieges zugeschrieben wird:

„Nevzali jsme s sebou nic, po všem je veta!

jen Biblí Kralickou, Labyrinth světa.“

Deutsch: 

„Nichts nahmen wir mit, mit allem ist es aus,

nur die Kralitzer Bibel und das Labyrinth der Welt.“

Dieses Lied wurde wahrscheinlich nicht von den Exulanten des 17. Jahrhunderts tatsächlich gesungen, sondern erst in den ersten Jahrzehnten des 19. Jahrhunderts gedichtet und ihnen in den Mund gelegt. „Aber auch als fiktionale Dichtung macht es deutlich, wie lebendig noch nach zwei Jahrhunderten die Zusammengehörigkeit der tschechischen Exulanten mit der Kralitzer Bibel und dem Labyrinth empfunden wurde.“